# Bevolking van Tibet

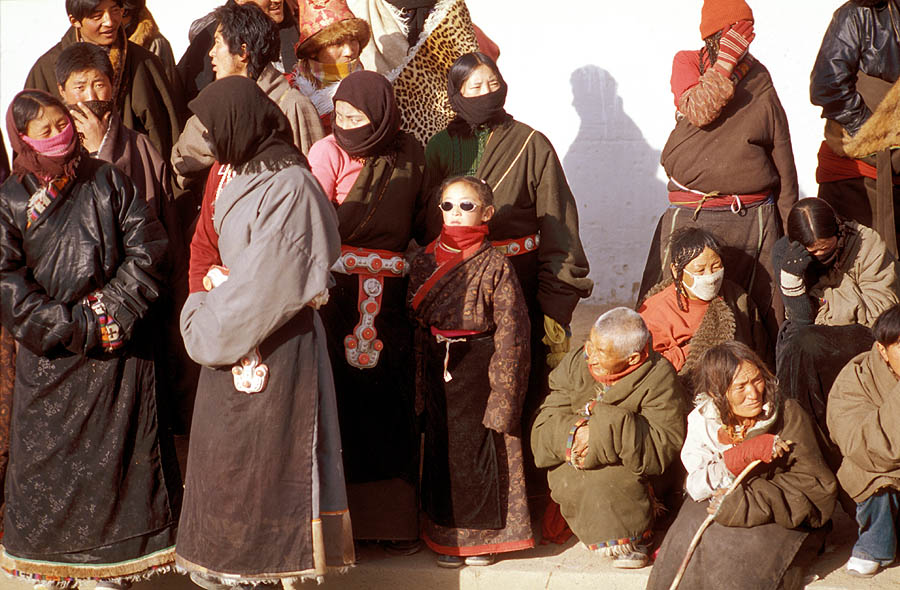
Tibetanen in Aba, Sichuan

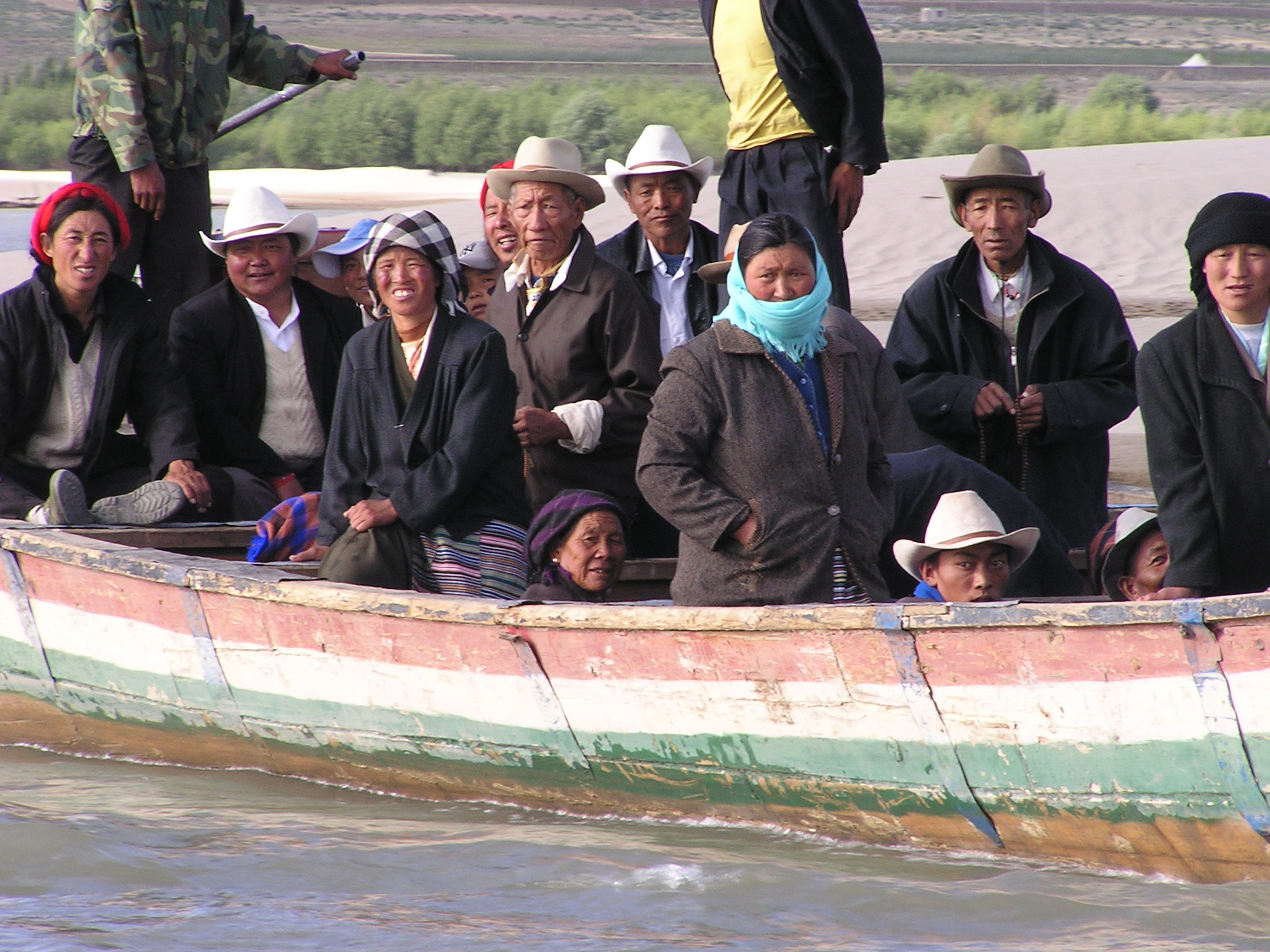
Boot op de Brahmaputra

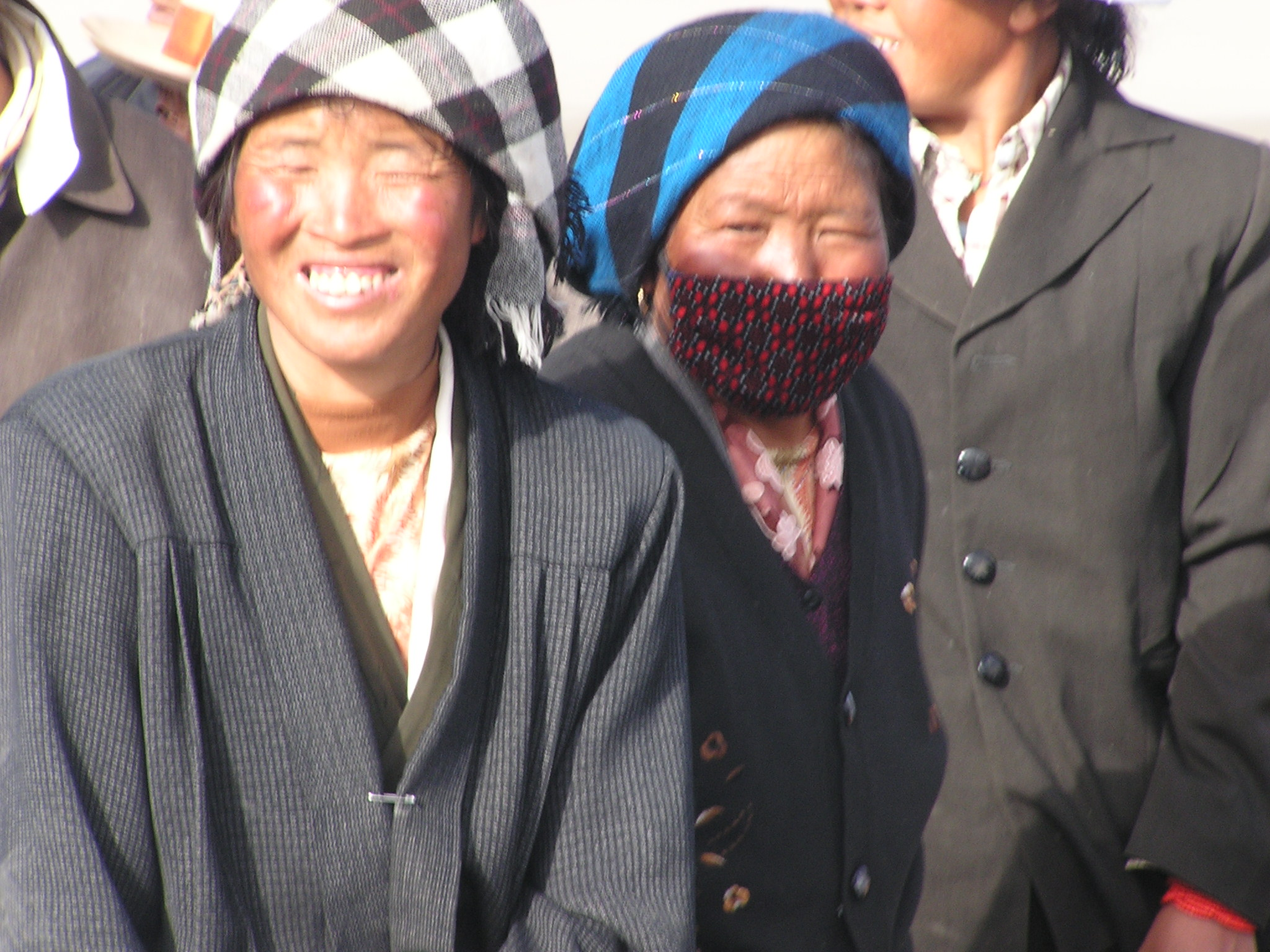
Tibetaanse vrouwen

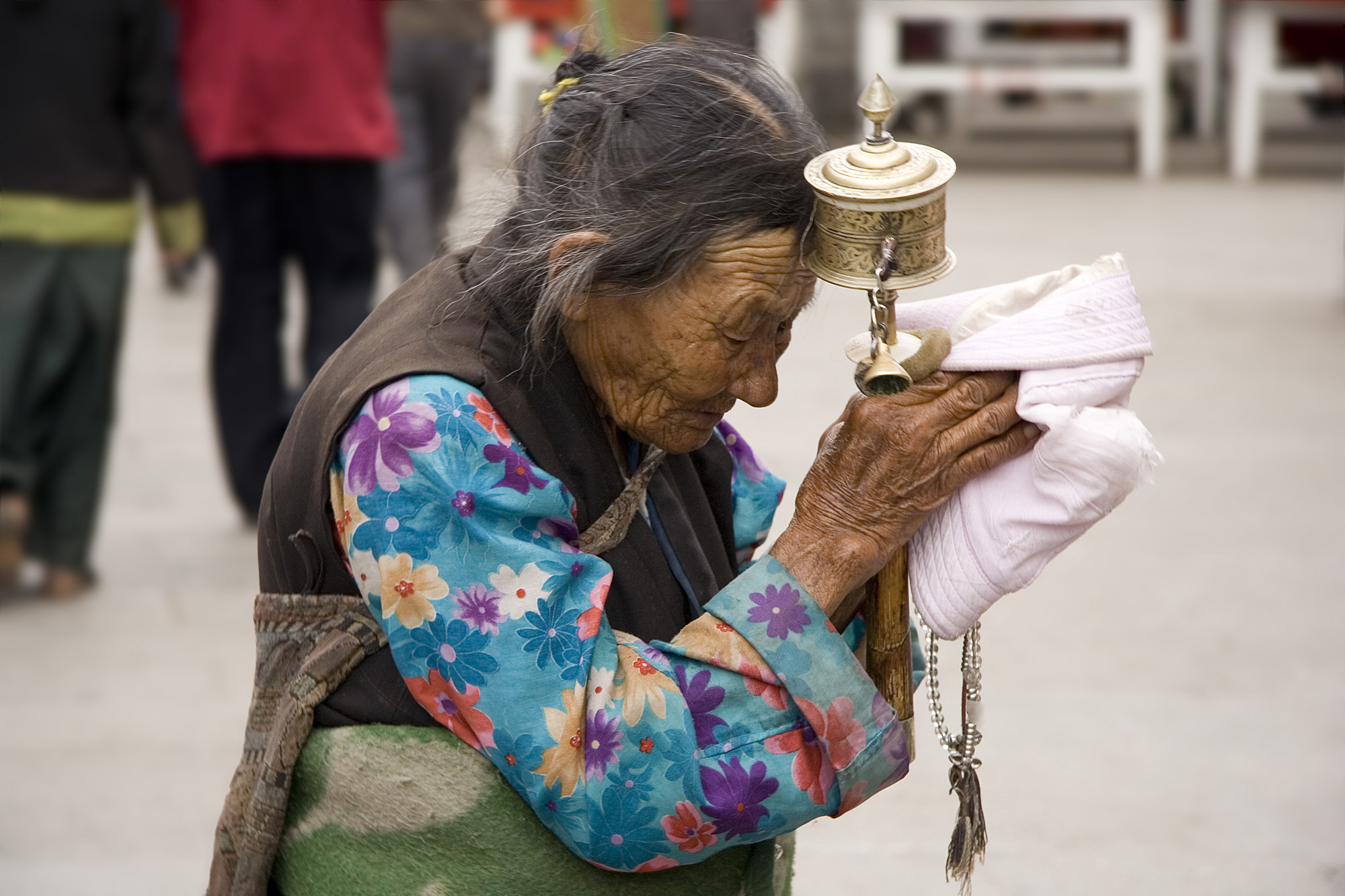
Vrouw met gebedsmolen

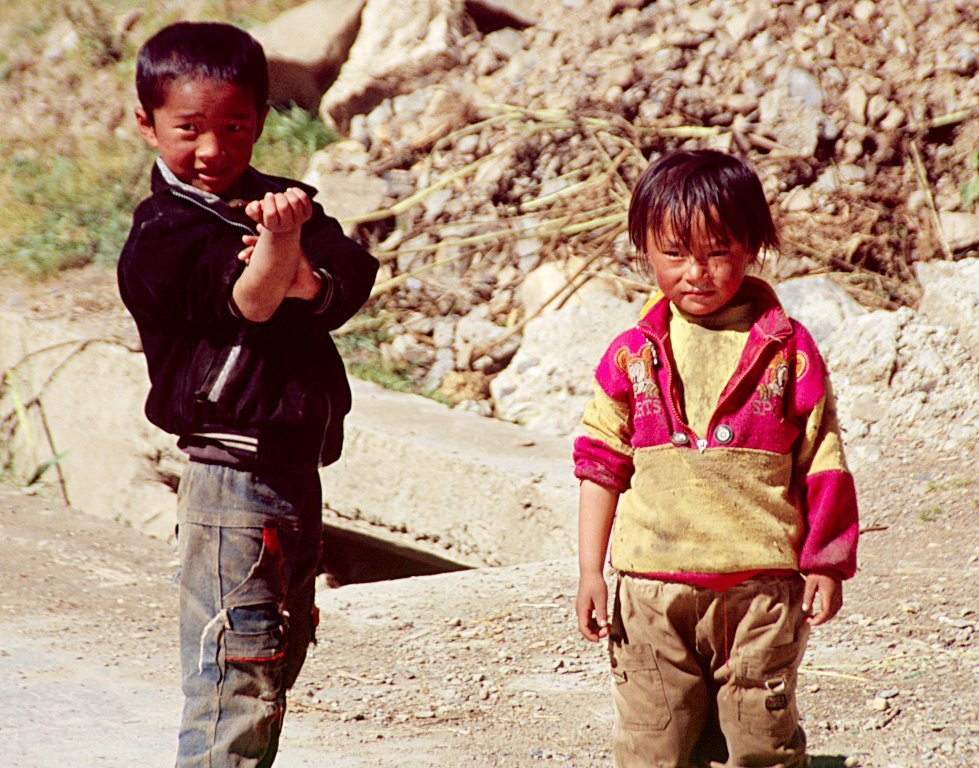
Kinderen uit Litang, Kham

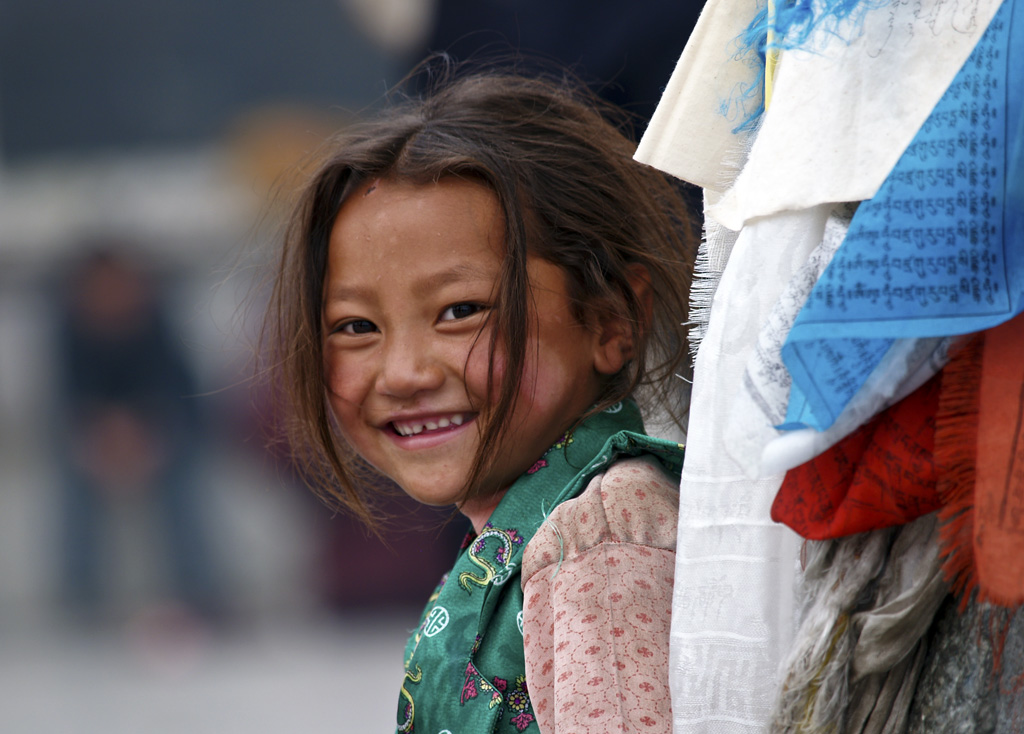
Tibetaans meisje

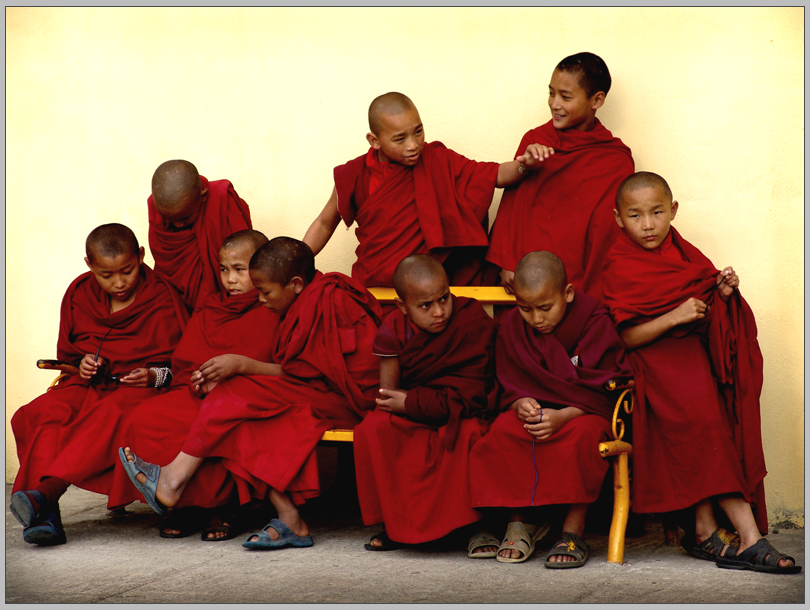
Jonge monniken in Sikkim

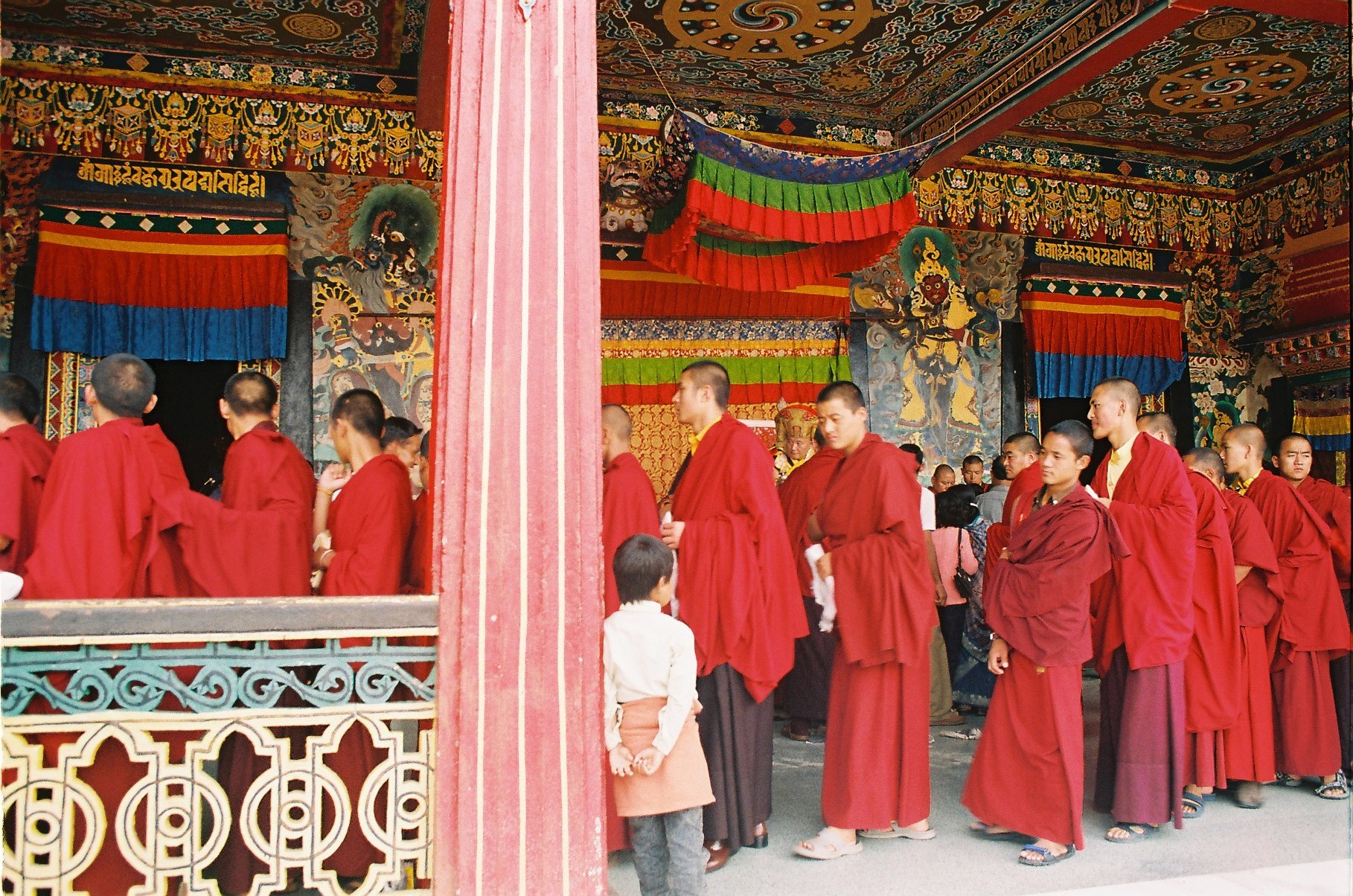
Lama's in Sikkim

Dit artikel behandelt de demografische gegevens over de bevolking in de regio Tibet.
Volgens de Chinese census van 1996 leven in de Tibetaanse Autonome Regio 2,44 miljoen Tibetanen. Waarschijnlijk leven er inmiddels ook zo'n 2 miljoen etnische Han-Chinezen in T.A.R., waarbij nog zo'n 200.000 Chinese soldaten moeten worden opgeteld.
In de Chinese provincies Qinghai, Sichuan en Yunnan leven waarschijnlijk meer dan 5 miljoen Tibetanen. Buiten de Volksrepubliek China leven naar schatting 120.000 Tibetanen die verspreid zijn over de wereld.
In oostelijk Tibet (Kham) behoren veel inwoners tot de Khampa's, die nauw verwant zijn aan Tibetanen. Andere minderheden zijn Lhoba en Monpa in het zuidoosten en de Hui moslims, die in de loop der tijd zich als handelaren in Tibet vestigden, net als ze in China deden. Tibetanen zijn ook nauw verwant aan de Qiang in Sichuan, de Ladakhi's uit India en de Sherpa's uit Nepal.
De fysieke gesteldheid van Tibetanen is aangepast aan het leven op grote hoogten, waar zij geen problemen van ondervinden. Niet-Tibetanen daarentegen hebben vaak moeite met de grote hoogte van Tibet.
|                                                     | Totaal     | Tibetanen | Tibetanen | Han-Chinezen | Han-Chinezen | overigen  | overigen |
| --------------------------------------------------- | ---------- | --------- | --------- | ------------ | ------------ | --------- | -------- |
| Tibetaanse Autonome Regio:                          | 2.616.329  | 2.427.168 | 92,8%     | 158.570      | 6,1%         | 30.591    | 1,2%     |
| - stadsprefectuur Lhasa                             | 474.499    | 387.124   | 81,6%     | 80.584       | 17,0%        | 6.791     | 1,4%     |
| - prefectuur Chamdo                                 | 586.152    | 563.831   | 96,2%     | 19.673       | 3,4%         | 2.648     | 0,5%     |
| - prefectuur Lhokha                                 | 318.106    | 305.709   | 96,1%     | 10.968       | 3,4%         | 1.429     | 0,4%     |
| - prefectuur Shigatse                               | 634.962    | 618.270   | 97,4%     | 12.500       | 2,0%         | 4.192     | 0,7%     |
| - prefectuur Nagchu                                 | 366.710    | 357.673   | 97,5%     | 7.510        | 2.0%         | 1.527     | 0,4%     |
| - prefectuur Ngari                                  | 77.253     | 73.111    | 94,6%     | 3.543        | 4,6%         | 599       | 0,8%     |
| - prefectuur Nyingtri                               | 158.647    | 121.450   | 76,6%     | 23.792       | 15,0%        | 13.405    | 8,4%     |
| Provincie Qinghai:                                  | 4.822.963  | 1.086.592 | 22,5%     | 2.606.050    | 54,0%        | 1.130.321 | 23,4%    |
| - Xining stadsprefectuur                            | 1.849.713  | 96.091    | 5,2%      | 1.375.013    | 74,3%        | 378.609   | 20,5%    |
| - Prefectuur Haidong                                | 1.391.565  | 128.025   | 9,2%      | 783.893      | 56,3%        | 479.647   | 34,5%    |
| - Autonome Tibetaanse Prefectuur Haibei             | 258.922    | 62.520    | 24,1%     | 94,841       | 36,6%        | 101.561   | 39,2%    |
| - Autonome Tibetaanse Prefectuur Huangnan           | 214.642    | 142.360   | 66,3%     | 16.194       | 7,5%         | 56.088    | 26,1%    |
| - Autonome Tibetaanse Prefectuur Hainan             | 375.426    | 235.663   | 62,8%     | 105.337      | 28,1%        | 34.426    | 9,2%     |
| - Autonome Tibetaanse Prefectuur Golog              | 137.940    | 126.395   | 91,6%     | 9.096        | 6,6%         | 2.449     | 1,8%     |
| - Autonome Tibetaanse Prefectuur Yushu              | 262.661    | 255.167   | 97,1%     | 5.970        | 2,3%         | 1.524     | 0,6%     |
| - Autonome Mongoolse en Tibetaanse Prefectuur Haixi | 332.094    | 40.371    | 12,2%     | 215.706      | 65,0%        | 76.017    | 22,9%    |
| Tibetaans gebieden in de provincie Sichuan          |            |           |           |              |              |           |          |
| - Autonome Tibetaanse en Qiang Prefectuur Ngawa     | 847.468    | 455.238   | 53,7%     | 209.270      | 24,7%        | 182.960   | 21,6%    |
| - Autonome Tibetaanse Prefectuur Garzê              | 897.239    | 703.168   | 78,4%     | 163.648      | 18,2%        | 30.423    | 3,4%     |
| - Autonome Tibetaanse Arrondissement Muli           | 124.462    | 60.679    | 48,8%     | 27.199       | 21,9%        | 36.584    | 29,4%    |
| Tibetaanse gebieden in de provincie Yunnan          |            |           |           |              |              |           |          |
| - Autonome Tibetaanse Prefectuur Dêqên              | 353.518    | 117.099   | 33,1%     | 57.928       | 16,4%        | 178.491   | 50,5%    |
| Tibetaan areas in Gansu province                    |            |           |           |              |              |           |          |
| - Autonome Tibetaanse Prefectuur Gannan             | 640.106    | 329.278   | 51,4%     | 267.260      | 41,8%        | 43.568    | 6,8%     |
| - Autonome Tibetaanse Arrondissement Tianzhu        | 221.347    | 66.125    | 29,9%     | 139.190      | 62,9%        | 16.032    | 7,2%     |
| Totaal voor Groot-Tibet:                            |            |           |           |              |              |           |          |
| Met Xining en Haidong                               | 10.523.432 | 5.245.347 | 49,8%     | 3.629.115    | 34,5%        | 1.648.970 | 15,7%    |
| Zonder Xining en Haidong                            | 7.282.154  | 5.021.231 | 69,0%     | 1.470.209    | 20,2%        | 790.714   | 10,9%    |

De meeste Tibetanen wonen in dorpen, waardoor er maar weinige grotere steden zijn met een Tibetaanse meerderheid. In de tabel staan de grootste Tibetaanse steden in Groot-Tibet opgesomd. Leh, in Ladakh in India, wordt in de lijst opgenomen, wegens de zeer dichte verwantschap in etnisch, cultureel en taalkundig opzicht, tussen Tibetanen en Ladakhi's in Kasjmir.
| Stad                        | Provincie                 | Inwoners (Census 2000) | Hoogte (boven zeeniveau) |
| --------------------------- | ------------------------- | ---------------------- | ------------------------ |
| Lhasa                       | Tibetaanse Autonome Regio | 171.719                | 3650 m                   |
| Shigatse (Xigazê)           | Tibetaanse Autonome Regio | 46.060                 | 3840 m                   |
| Kangding (Darzêdo)          | Sichuan                   | 35.480                 | 4480 m                   |
| Nedong                      | Tibetaanse Autonome Regio | 32.584                 | 3570 m                   |
| Chamdo (Changdu)            | Tibetaanse Autonome Regio | 30.484                 | 3600 m                   |
| Leh                         | Ladakh (India)            | 27.513                 | 3650 m                   |
| Yushu                       | Qinghai                   | 25.960                 | 4606 m                   |
| Nagchu                      | Tibetaanse Autonome Regio | 24.364                 | 4526 m                   |
| Nyingtri (Nyingchi, Linzhi) | Tibetaanse Autonome Regio | 21.293                 | 3338 m                   |
| Lhuntse                     | Tibetaanse Autonome Regio | 14.552                 | 4340 m                   |
| Xialaxiu                    | Qinghai                   | 10.730                 | 4275 m                   |

In 1940 berichtte het Rotterdamsch Nieuwsblad over de onderontwikkeling van Tibet, waarbij grote delen van het land nog steeds niet in kaart waren gebracht en waarbij de populatie door sommigen werd geschat op 1¼ miljoen en door anderen op sterk afwijkend getal van 6 miljoen.